# Jessica Roque
Jessica Roque, née à Mississauga, en Ontario, est une joueuse et entraîneuse canadienne de basket-ball.

## Biographie
Jessica Roque se fait remarquer sur les terrains au Father Michael Goetz de Mississauga où elle joue aux côtés de sa sœur jumelle Angel. Toutes deux se retrouvent en NCAA de 2006 à 2010. Elles parviennent à remporter deux fois le championnat de Horizon League.
Durant ses quatre années sous la direction de l'entraîneuse Kate Peterson Abiad, Jessica Roque a hissé les Vikings vers de nouveaux sommets. Dès son année freshman, elle dispute toutes les rencontres des Vikings, finissant deuxième à la marque (8,2 points de moyenne par rencontre) avec une pointe à 25 points contre Charleston. En sophomore, elle permet aux Vikings d'accéder à leur première qualification pour le tournoi final. Elle est titulaire en junior et senior et ramène en 2010 les Vikings une seconde fois au tournoi final NCAA. Durant ses années de compétition, elle se fait remarquer par son adresse à trois points étant septième aux tirs réussis à longue distance dans l'histoire de l'université. Diplômée en sciences de la santé et espagnol, elle entreprend également un troisième cycle en sciences de sport.
Après des débuts sur le banc aux Vikings lors de la saison 2015-2016, elle s'engage en août 2016 avec l'université canadienne des Rams de Ryerson, tout en prenant également en charge des sélections de jeunes en Ontario et au niveau national en U14 et en U17,.
Durant l'été 2019, elle postule pour intégrer les staffs de la National Basketball Association et est retenue par les Kings de Sacramento devant une des premières femmes à rejoindre les bancs de la NBA et la première canadienne après avoir donné satisfaction comme assistant de l'équipe de Summer League.

## Palmarès
- Championne d'Horizon League (2008, 2010)[4].